# مینا علیزاده
مینا علیزاده، عضو سابق تیم ملی قایقرانی ایران

## پناهندگی
مینا علیزاده در ۲۰ بهمنِ ۱۳۶۳ در تهران متولد شد.
در سال ۲۰۰۹ مینا علیزاده که به همراه تیم ملی قایقرانی زنان و مردان برای شرکت در ششمین دوره مسابقات قهرمانی جهانی دراگون بت به جمهوری چک سفر کرده بود، بدون اطلاع قبلی با ترک اردوی تیم ملی ایران، به کشور آلمان رفته و در آنجا اعلام پناهندگی کرد.
فدراسیون قایقرانی ایران با اعلام «رفتار مشکوک خانواده مینا علیزاده» این اقدام او را کاری از پیش تعیین شده دانست. غلامرضا امینی نائب رئیس فدراسیون قایقرانی ایران تأیید کرد که مینا علیزاده به آلمان پناهنده شده است هر چند، معاون فدراسیون قایقرانی ایران موضوع پناهندگی او را به کلی تکذیب کرد.